# Lindolfo Gomes
Lindolfo Gomes (Guaratinguetá, São Paulo, 12 de março de 1875 – Rio de Janeiro, 15 de maio de 1953) foi contista, ensaísta, folclorista, inspetor de ensino, jornalista, poeta, professor, prosador e teatrólogo.
Pertenceu à Academia Brasileira de Filologia, Academia Mineira de Letras, Academia Carioca de Letras e Sociedade dos Homens de Letras do Brasil. Publicou diversos títulos e inúmeros artigos nas imprensas fluminense e mineira.
Lindolfo Gomes morou quando criança em Resende, RJ, até os 19 anos quando mudou para Juiz de Fora. Foi sepultado em Juiz de Fora, onde passou grande parte da sua vida profissional tendo redigido para os jornais O Pharol, Jornal do Commercio, Diário do Povo, Diário Mercantil, revista Marília, entre outros.
Entre as obras publicadas: Folclore e Tradições do Brasil (1915); Contos Populares Brasileiros (1918); Nihil novi (1927).